# قلعه چیق هزجان
قلعه چیق هزجان ، مربوط به عصر آهن دو -I - هزاره دوم و اول قبل از میلاد - سده‌های میانه دوران‌های تاریخی پس از اسلام است و در شهرستان ورزقان، بخش مرکزی، دهستان سینا، ۲ کیلومتری شمال روستای هزجان واقع شده و این اثر در تاریخ ۲۷ اسفند ۱۳۸۷ با شمارهٔ ثبت ۲۶۴۱۵ به‌عنوان یکی از آثار ملی ایران به ثبت رسیده است.